# Strandskimmerspindel
Strandskimmerspindel (Micaria silesiaca) är en spindelart som beskrevs av Ludwig Carl Christian Koch 1875. Strandskimmerspindel ingår i släktet Micaria och familjen plattbuksspindlar. Arten är reproducerande i Sverige. Inga underarter finns listade i Catalogue of Life.